# Enemy Lines
Enemy Lines és una pel·lícula bèl·lica britànica del 2020 dirigida per Anders Banke i que es va distribuir directament per a vídeo. S'ha doblat i subtitulat al català.
Les crítiques van ser generalment negatives. La pel·lícula té una puntuació del 20% a Rotten Tomatoes. Se li va criticar en particular pel fet que la violència no emmascarés la manca d'originalitat, amb una forta inspiració de la pel·lícula Maleïts malparits de Quentin Tarantino, la visible manca de mitjans i la interpretació poc inspirada dels actors.